# Klaus Hiller
Klaus Hiller (* 1951 in Reutlingen) wuchs in Schmieheim auf. 
Hiller trat 1971 in die Bereitschaftspolizei Baden-Württemberg ein und begann seine Ausbildung in Lahr. Nach seiner Ausbildung war er zuerst beim Polizeirevier Freiburg-Nord tätig, bevor er 1975 zur Kriminalpolizei in Freiburg versetzt wurde. Ab 1975 absolvierte er  die Ausbildung für den gehobenen Kriminaldienst an der Landespolizeischule Baden-Württemberg (jetzt Akademie der Polizei Baden-Württemberg).  Nach deren Abschluss wurde er zum Kriminalkommissar ernannt. Nach mehreren Verwendungen wurde er 1982 für die Aufstiegsausbildung zum höheren Kriminaldienst an der Polizeiführungsakademie in Münster-Hiltrup zugelassen. Nach seiner Ernennung zum Kriminalrat war er Referent für Verbrechensbekämpfung, anschließend Referatsleiter Datenverarbeitung im Innenministerium Baden-Württemberg, Landespolizeipräsidium. Von 1995 bis 2000 war er als Leiter der Kriminalpolizei bei der damaligen Landespolizeidirektion Freiburg Kripo-Chef im Regierungsbezirk Freiburg. Von 2000 bis 2005 war er Leiter der Polizeidirektion Offenburg, bevor er im  Juli 2005 zum Präsidenten des Landeskriminalamts Baden-Württemberg in Stuttgart ernannt wurde. Im Januar 2011 trat Hiller in den Ruhestand.
Ein klassisches Zitat in einer Pressekonferenz im Zusammenhang mit der sog. Wattestäbchenaffäre auf eine von einem Journalisten in ziemlich bissigem Tonfall gestellte Frage: „Wir haben eine osteuropäische Frau gesucht und wir haben eine osteuropäische Frau gefunden.“